# (3109) Machin
(3109) Machin (1974 DC) – planetoida z pasa głównego asteroid okrążająca Słońce w ciągu 3,84 lat w średniej odległości 2,45 j.a. Odkryta 19 lutego 1974 roku.